# André Jolles
Johannes Andreas Jolles (Den Helder, 7 de agosto de 1874 - Nápoles, 22 de fevereiro de 1946), ou simplesmente André Jolles, foi um linguista e historiador da arte neerlandês. 

## Biografia
Jolles foi um grande amigo do historiador holandês Johan Huizinga, tendo iniciado essa amizade em 1896, interrompendo-a bruscamente em 1933, quando Jolles aderiu ao Partido Nazista na Alemanha. Em 1925, Jolles trocou uma série de correspondências abertas com Huizinga sobre os limites e aproximações entre a história e a literatura, publicadas na revista De Gids sob o título Clio e Melpomene. Na área da linguística, Jolles é considerado um dos representantes mais importantes da morfologia no início do século XX, tendo não só Huizinga como seu interlocutor neste assunto, mas também Aby Warburg. Seu mais conhecido livro, Formas simples, pertence a área da teoria dos gêneros literários, abordando as intenções pré-literárias que moldam a própria literatura.

## Obra
- 1906 - Estética Vitrúvio (Vitruvs Aesthetik)
- 1908 - A pompa egípcio-micênica (Die ägyptisch-mykenischen Prunkgefässe)
- 1919 - De Schiller ao estágio Comunidade (Von Schiller zur Gemeinschaftsbühne)
- 1922 - A Maçonaria. Essência e Costumes. Primeiro livro: O Surgimento da Maçonaria (Die Freimaurerei. Wesen und Brauchtum. Erstes Buch: Die Entstehung der Freimaurerei)
- 1923 - Inspiração e Forma. Ensaios sobre literatura (Bezieling en Vorm. Essays over letterkunde)
- 1930 - Formas simples: legenda, saga, mito, adivinha, ditado, caso, memorável, conto, chiste (Einfache Formen. Legende, Sage, Mythe, Rätsel, Spruch, Kasus, Memorabile, Märchen, Witz)